# Moskva (cacciatorpediniere)
Il Moskva fu un cacciatorpediniere conduttore della Voenno-morskoj flot, entrato in servizio nell'agosto 1938 come terza unità della classe Leningrad.
Assegnato alla Flotta del Mar Nero, l'unità svolse un breve periodo operativo nell'ambito del teatro del Mar Nero della seconda guerra mondiale, finendo affondato già il 26 giugno 1941 (cinque giorni dopo l'inizio delle ostilità sul fronte orientale) per l'urto con una mina nel corso di un bombardamento navale del porto romeno di Costanza.

## Storia

### Entrata in servizio e prime operazioni
Ordinata nell'ambito del primo piano quinquennale del 1928, la nave fu impostata il 29 ottobre 1932 al Cantiere navale No. 198 (Marti) di Nikolaev con numero di scalo 224, venendo quindi varata il 30 ottobre 1934 con il nome di Moskva in onore dell'omonima città capitale dell'Unione Sovietica; trainata al Cantiere navale No. 201 di Sebastopoli per gli ultimi lavori di allestimento, la nave entrò quindi in servizio il 10 agosto 1938, venendo assegnata in forza alla 3ª Divisione del "Distaccamento delle Forze Leggere" della Flotta del Mar Nero.
Il 16 novembre 1938 il Moskva diresse per Istanbul, arrivandovi tre giorni più tardi per rappresentare l'Unione Sovietica alle cerimonie funebri in onore del defunto presidente della Turchia Mustafa Kemal Atatürk; il cacciatorpediniere salpò da Istanbul il successivo 25 novembre, rientrando a Sebastopoli tre giorni più tardi dopo aver svolto un ciclo di esercitazioni in Mar Nero. Tra il 19 e il 20 ottobre 1939 il Moskva trasportò il ministro degli esteri turco Şükrü Saracoğlu, di ritorno da un viaggio in URSS, a Istanbul, rimanendo in visita nel porto in coppia con il cacciatorpediniere Bespoŝadnyj fino al 23 ottobre seguente.
Nel maggio 1940 il Moskva fu assegnato alla guida di una delle due divisioni di cacciatorpediniere del "Distaccamento delle Forze Leggere", capaci di operazioni indipendenti; più avanti quello stesso anno, il cacciatorpediniere partecipò a manovre militari nel Mar Nero orientale in congiunzione con le unità terrestri del Distretto miliare Transcaucasico. Il kapitan-lejtenant Alexander Tukhov assunse il comando dell'unità nel febbraio 1941. In vista di un possibile conflitto con il Regno di Romania, al Moskva, come parte di uno squadrone di unità della Flotta del Mar Nero, fu assegnato il compito di distruggere o catturare le imbarcazioni della Forțele Navale Române, di tagliare le comunicazioni e bloccare la costa romena, nonché di supportare eventuali operazioni anfibie delle forze sovietiche; per tali ragioni, tra il 4 e il 19 giugno 1941 la nave partecipò a una vasta esercitazione anfibia con i reparti terrestri del 9º Corpo fucilieri speciale dell'Armata Rossa, lungo la costa occidentale della Crimea vicino Tendra.

### L'affondamento
Dopo l'inizio dell'invasione tedesca dell'Unione Sovietica il 22 giugno 1941, le unità della Flotta del Mar Nero ricevettero il compito di interrompere le linee di approvvigionamento dell'Asse bombardando il porto romeno di Costanza e i suoi depositi di carburante; l'operazione venne fissata per le 05:00 del 26 giugno, preceduta un'ora prima da un attacco aereo di mezz'ora da parte dei velivoli dell'aviazione della flotta.
Nel corso del raid il Moskva, di scorta all'incrociatore Vorošilov, avrebbe fornito copertura al suo gemello Char'kov e ai cacciatorpediniere Soobrazitelny e Smyshleny, incaricai del cannoneggiamento. Per evitare attacchi aerei da parte dei velivoli dell'Asse, le unità sovietiche lasciarono Sebastopoli alle 18:00 del 25 giugno per avvicinarsi a Costanza con il favore del buio; poco dopo aver lasciato il porto, tuttavia, le unità furono richiamate indietro per ordine del viceammiraglio Nikolaj Gerasimovič Kuznecov, ministro della Marina: il piano venne cambiato e il bombardamento venne affidato ai due cacciatorpediniere conduttore Moskva e Char'kov, mentre il Vorošilov e i due cacciatorpediniere sarebbero rimasti in supporto al largo. Moskva e Char'kov lasciarono quindi Sebastopoli alle 20:10, dirigendo inizialmente su Odessa come misura diversiva per poi cambiare rotta in direzione della loro destinazione finale un'ora più tardi, seguiti a distanza dal gruppo di supporto.
La mattina del 26 giugno il Moskva e il Char'kov aprirono il fuoco sul porto di Costanza come concordato, sebbene il raid aereo preliminare non avesse avuto luogo. Il Moskva sparò 196 colpi di grosso calibro in direzione dei depositi di carburante e della stazione ferroviaria da una distanza di 20 chilometri, facendo saltare in aria un treno carico di munizioni e infliggendo danni considerevoli. Dopo dieci minuti di bombardamento le due unità iniziarono la manovra di sganciamento, ma furono ingaggiati da una batteria di artiglieria costiera tedesca e dai cacciatorpediniere romeni NMS Regina Maria e NMS Mărăști da una distanza compresa tra gli 11 e i 16 chilometri: con le unità sovietiche che si stagliavano contro l'alba, il tiro delle forze dell'asse raggiunse ben presto il Moskva, distruggendo il suo albero. Subito dopo, il cacciatorpediniere urtò una mina navale, probabilmente parte di uno sbarramento difensivo depositato dai romeni tra il 16 e il 19 giugno: l'esplosione tranciò la nave in due.
Il Moskva affondò rapidamente, anche se un idrovolante tedesco Heinkel He 50 e alcune motosiluranti romene furono in grado di recuperare dal mare 69 superstiti dell'equipaggio, tra cui sette ufficiali. Alcune fonti attribuirono l'affondamento a un attacco di fuoco amico condotto ai danni del Moskva dal sommergibile sovietico Shch-206, ma altre fonti, sulla base di documenti noti dopo la fine della guerra fredda, riferiscono che il sommergibile attaccò invece, in due separati incidenti più tardi quella stessa mattina, il Char'kov e il Soobrazitelnyy, in entrambi i casi senza incidenti. Tra i prigionieri vi fu lo stesso comandante Tukhov, il quale, secondo i resoconti sovietici, in seguito fuggì dalla prigionia e rimase ucciso mentre combatteva come partigiano.
Nel 2011 il relitto del Moskva fu individuato da sommozzatori romeni a una profondità di 40 metri a circa 20 chilometri da Costanza.